# Drôme Classic 2015
La Drôme Classic 2015, terza edizione della corsa e valida come prova del circuito UCI Europe Tour 2014 categoria 1.1, fu disputata il 1 marzo 2015 su un percorso totale di 201 km. Fu vinta dal francese Samuel Dumoulin al traguardo con il tempo di 5h10'41", alla media di 38,82 km/h, al secondo posto l'italiano Fabio Felline e a completare il podio il belga Sébastien Delfosse.
Alla partenza 151 ciclisti presero il via, dei quali 89 portarono a termine la gara.

## Squadre e corridori partecipanti
| N.    | Cod. | Squadra                     |
| ----- | ---- | --------------------------- |
| 1-8   | ALM  | AG2R La Mondiale            |
| 11-18 | BMC  | BMC Racing Team             |
| 21-28 | EQS  | Etixx-Quick Step            |
| 31-38 | FDJ  | FDJ                         |
| 41-48 | TLJ  | Team Lotto NL-Jumbo         |
| 51-58 | TFR  | Trek Factory Racing         |
| 61-68 | OGE  | Orica-GreenEDGE             |
| 71-78 | BSE  | Bretagne-Séché              |
| 81-88 | AND  | Androni Giocattoli-Sidermec |
| 91-98 | CJR  | Caja Rural-Seguros RGA      |

| N.      | Cod. | Squadra                      |
| ------- | ---- | ---------------------------- |
| 101-108 | COF  | Cofidis, Solutions Crédits   |
| 111-118 | COL  | Colombia                     |
| 121-128 | TSV  | Topsport Vlaanderen-Baloise  |
| 131-138 | EUC  | Team Europcar                |
| 141-148 | WGG  | Wanty-Groupe Gobert          |
| 151-158 | UHC  | UnitedHealthcare Pro Cycling |
| 161-168 | ADT  | Armée de Terre               |
| 171-178 | AUB  | Auber 93                     |
| 181-188 | M13  | Team Marseille 13-KTM        |
| 191-198 | WBC  | Wallonie-Bruxelles           |

## Ordine d'arrivo (Top 10)
| Pos. | Corridore          | Squadra          | Tempo    |
| ---- | ------------------ | ---------------- | -------- |
| 1    | Samuel Dumoulin    | AG2R             | 5h10'41" |
| 2    | Fabio Felline      | Trek             | a 4"     |
| 3    | Sébastien Delfosse | Wallonie.        | a 7"     |
| 4    | Cyril Gautier      | Europcar         | a 9"     |
| 5    | Peter Stetina      | BMC              | s.t.     |
| 6    | Rudy Molard        | Cofidis          | s.t.     |
| 7    | Yann Guyot         | Armée de Terre   | s.t.     |
| 8    | Bauke Mollema      | Trek             | a 13"    |
| 9    | Jonathan Hivert    | Bretagne         | a 19"    |
| 10   | Gianluca Brambilla | Etixx-Quick Step | s.t.     |